# 三角形
三角形，又稱三邊形，是由三条线段顺次首尾相连，或不共線的三點兩兩連接，所组成的一个闭合的平面几何图形，是最基本和最少邊的多边形。
一般用大写英语字母{\displaystyle A}、{\displaystyle B}和{\displaystyle C}为三角形的顶点标号；用小写英语字母{\displaystyle a}、{\displaystyle b}和{\displaystyle c}表示边；用{\displaystyle \alpha }、{\displaystyle \beta }和{\displaystyle \gamma }給角標號，又或者以{\displaystyle \angle ABC}這樣的顶点标号来表示。

## 分类

### 以角度分類
| 锐角三角形 | 钝角三角形 | 直角三角形 |
| 锐角三角形 | 钝角三角形 | 直角三角形 |

#### 锐角三角形
銳角三角形的所有內角均為銳角。

#### 钝角三角形
鈍角三角形是其中一角為鈍角的三角形，其余兩角均小於90°。

#### 直角三角形
有一个角是直角（90°）的三角形为直角三角形。成直角的两条边称为「直角邊」（cathetus），直角所对的边是「斜邊」（hypotenuse）；或最長的邊稱為「弦」，底部的一邊稱作「勾」（又作「句」），另一邊稱為「股」。斜邊乘上斜邊上的高÷2=勾股相乘÷2=此直角三角形面積（ch=ab）

#### 三角函数
直角三角形各邊與角度的關係，可以三角比表示。

### 以邊長分類
| 不等邊三角形 | 等邊三角形 | 等腰三角形 |
| 不等邊三角形 | 等邊三角形 | 等腰三角形 |

#### 不等邊三角形
三條邊邊長皆不相等的三角形稱為不等邊三角形。

#### 等邊三角形
等邊三角形（又称正三角形），为三边相等的三角形。其三個內角相等，均為60°。它是銳角三角形的一種。设其边长是 {\displaystyle a} ，则其面積公式為 {\displaystyle {\frac {a^{2}{\sqrt {3}}}{4}}} 。
等邊三角形是正四面體、正八面體和正二十面體這三個正多面體面的形狀。六個边长相同的等邊三角形可以拼成一個正六邊形。

#### 三角形的对边
对边是指一个角对面的那条边。比如∠A的对边就是BC，∠B的对边就是AC，∠C的对边就是AB。
对边测量是全站仪的一种专项测量功能，它可以间接测量两个不可通视点之间的水平距离。该方法设站灵活，操作简单，但它的测量精度没有标注，需要通过计算求得。

#### 等腰三角形

等腰直角三角形只有一種形狀，其中兩个角為45度。

等腰三角形是三条边中有两条边相等（或是其中兩隻內角相等）的三角形。等腰三角形中的两条相等的边被称为「腰」，而另一条边被称为「底边」，两条腰交叉组成的那个点被称为「顶点」，它们组成的角被称为「顶角」。
等边三角形和等腰直角三角形是等腰三角形的特殊形式。
令其底边是 {\displaystyle b} ，腰是 {\displaystyle a}，则其面積公式為 {\displaystyle {\frac {1}{4}}{b{\sqrt {4a^{2}-b^{2}}}}}
等腰三角形的对应高，角平分线和中线重合。

#### 退化三角形
退化三角形是指面積為零的三角形。满足下列条件之一的三角形即可称为退化三角形：三个内角的度数为(180°,0°,0°)或(90°,90°,0°)；三边其中一条边的长度为0；一条边的长度等于另外两条之和。有人认为退化三角形并不能算是三角形，這是由於它介乎於三角不等式之間，在一些資料中已否定了其中一條邊等於其餘兩條邊之和的情況。

## 勒洛三角形
勒洛三角形（英語：Reuleaux triangle），也譯作萊洛三角形或弧三角形，又被稱為劃粉形或曲邊三角形，是除了圓形以外，最簡單易懂的勒洛多邊形，一個定寬曲線。將一個曲線圖放在兩條平行線中間，使之與這兩平行線相切，則可以做到：無論這個曲線圖如何運動，只要它還是在這兩條平行線內，就始終與這兩條平行線相切。這個定義由十九世紀的德國工程師弗朗茨·勒洛命名。

## 一般性质

### 三角不等式
- 三角边長不等式
三角形两边之和大于第三边，两边之差的绝对值小于第三边。如果兩者相等，则是退化三角形。
- 三角內外角不等式
三角形任意一个外角大于不相邻的一个内角。

### 角度
- 三角形外角
三角形兩內角之和，等於第三角的外角。
- 三角形內角和
在歐幾里德平面內，三角形的內角和等於180°。

### 勾股定理
勾股定理，又稱畢氏定理或毕达哥拉斯定理。其斷言，若直角三角形的其中一邊 {\displaystyle c} 為斜邊，即 {\displaystyle c} 的對角 {\displaystyle \gamma =90^{\circ }} ，則
{\displaystyle a^{2}+b^{2}=c^{2}}。
勾股定理的逆定理亦成立，即若三角形滿足
{\displaystyle a^{2}+b^{2}=c^{2}}，
則
{\displaystyle \gamma =90^{\circ }}

### 正弦定理
設 {\displaystyle R} 为三角形外接圓半径，則
{\displaystyle {\frac {a}{\sin \alpha }}={\frac {b}{\sin \beta }}={\frac {c}{\sin \gamma }}=2R}

### 餘弦定理
對於任意三角形：
{\displaystyle a^{2}=b^{2}+c^{2}-2bc\cdot \cos \alpha ,}
{\displaystyle b^{2}=a^{2}+c^{2}-2ac\cdot \cos \beta ,}
{\displaystyle c^{2}=a^{2}+b^{2}-2ab\cdot \cos \gamma .}
勾股定理是本定理的特殊情况，即当角 {\displaystyle \alpha =90^{\circ }\,} 时， {\displaystyle \cos \alpha =0} ，于是 {\displaystyle a^{2}=b^{2}+c^{2}-2bc\cdot \cos \alpha } 化简为 {\displaystyle a^{2}=b^{2}+c^{2}} 。

## 全等及相似

### 全等三角形
三角形具有穩定性，若二個三角形有以下的邊角關係確定後，它的形狀、大小就不會改變，二個三角形即為全等三角形。全等三角形的判斷準則有以下幾種：
- SSS（Side-Side-Side，邊、邊、邊）：各三角形的三條邊的長度都對應地相等。
- SAS（Side-Angle-Side，邊、角、邊）：各三角形的其中兩條邊的長度都對應地相等，且兩條邊夾著的角都對應地相等。
- ASA（Angle-Side-Angle，角、邊、角）：各三角形的其中兩個角都對應地相等，且兩個角夾著的邊都對應地相等。
- RHS（Right Angle-Hypotenuse-Side，直角、斜邊、邊）：在直角三角形中，斜邊及一條直角邊對應地相等。[1][註 1]
- AAS（Angle-Angle-Side，角、角、邊）：各三角形的其中兩個角都對應地相等，且其中一組對應角的對邊也對應地相等。

SSA（Side-Side-Angle、邊、邊、角）不能保证两个三角形全等，除非該角大於等於90°，此時可以保證全等。:34

### 相似三角形
- AA（Angle-Angle，角、角）：各三角形的其中兩個角的都對應地相等。（或稱AAA（Angle-Angle-Angle，角、角、角））
- 三邊成比例（3 sides proportional）：各三角形的三條邊的長度都成同一比例。
- 兩邊成比例且夾角相等（ratio of 2 sides, inc.∠）：各三角形的兩條邊之長度都成同一比例，且兩條邊之夾角都對應地相等。（或稱 2 sides proportional, inc. ∠ equal）

## 特殊線段
三角形中有著一些特殊線段，是三角形研究的重要對象。
- 中線（median）：三角形一边中点与这边所对頂点的连线段。
- 高线（altitude）：从三角形一个顶点向它的对边所作的垂线段。
- 角平分线（angle bisector）：平分三角形一角、一个端点在这一角的对边上的线段。
- 垂直平分線（perpendicular bisector）：通過三角形一边中点与該边所垂直的线段，又稱中垂线。

以上特殊線段，每個三角形均有三條，且三線共點。

### 中线长度
设在{\displaystyle \Delta ABC\,}中，若三边{\displaystyle a}、{\displaystyle b}、{\displaystyle c\,}的中線分别为{\displaystyle m_{a}}、{\displaystyle m_{b}}、{\displaystyle m_{c}}，则：
{\displaystyle m_{a}={\sqrt {{\frac {1}{2}}b^{2}+{\frac {1}{2}}c^{2}-{\frac {1}{4}}a^{2}}}}
{\displaystyle m_{b}={\sqrt {{\frac {1}{2}}a^{2}+{\frac {1}{2}}c^{2}-{\frac {1}{4}}b^{2}}}}
{\displaystyle m_{c}={\sqrt {{\frac {1}{2}}a^{2}+{\frac {1}{2}}b^{2}-{\frac {1}{4}}c^{2}}}}

### 高线长度
设在{\displaystyle \Delta ABC\,}中，連接三个顶点{\displaystyle A}、{\displaystyle B}、{\displaystyle C}上的高分別记作{\displaystyle h_{a}}、{\displaystyle h_{b}}、{\displaystyle h_{c}}，則：
{\displaystyle h_{a}={\frac {2{\sqrt {s(s-a)(s-b)(s-c)}}}{a}}}
{\displaystyle h_{b}={\frac {2{\sqrt {s(s-a)(s-b)(s-c)}}}{b}}}
{\displaystyle h_{c}={\frac {2{\sqrt {s(s-a)(s-b)(s-c)}}}{c}}}
其中 {\displaystyle s={\frac {a+b+c}{2}}} 。

### 角平分线长度
设在{\displaystyle \Delta ABC\,}中，若三个角{\displaystyle A}、{\displaystyle B}、{\displaystyle C}的角平分线分别为{\displaystyle t_{a}}、{\displaystyle t_{b}}、{\displaystyle t_{c}}，则：
{\displaystyle t_{a}={\frac {1}{b+c}}{\sqrt {\left(b+c+a\right)\left(b+c-a\right)bc}}}
{\displaystyle t_{b}={\frac {1}{a+c}}{\sqrt {\left(a+c+b\right)\left(a+c-b\right)ac}}}
{\displaystyle t_{c}={\frac {1}{a+b}}{\sqrt {\left(a+b+c\right)\left(a+b-c\right)ab}}}

## 三角形的心
三角形的內心(Incenter) 、外心(Circumcenter)、垂心(Orthocenter) 及形心(Centroid)稱為三角形的四心，定義如下：
| 名称         | 定义                     | 图示 | 备注                                            |
| ------------ | ------------------------ | ---- | ----------------------------------------------- |
| 內心         | 三个內角的角平分线的交點 |      | 該點為三角形內切圓的圓心。                      |
| 外心         | 三條邊的中垂線的交點     |      | 該點為三角形外接圓的圓心。                      |
| 垂心         | 三条高线的交點           |      |                                                 |
| 形心（重心） | 三条中线的交點           |      | 被交点划分的线段比例为1:2（靠近角的一段较长）。 |

关于三角形的四心，有这样的一首诗：
|  | 內心全靠角平分， 外心中點垂線伸， 垂心垂直畫三高， 形心角連線中心。 |

垂心（蓝）、形心（黄）和外心（绿）能連成一線，且成比例1:2，稱為歐拉線，與九點圓的圓心（紅）四點共線，為垂心和形心線段的中點。
連同以下的旁心，合稱為三角形的五心：
| 名称 | 定义                 | 图示 | 备注                                     |
| ---- | -------------------- | ---- | ---------------------------------------- |
| 旁心 | 外角的角平分线的交點 |      | 有三个，为三角形某一边上的旁切圆的圆心。 |

## 外接圆和内切圆半径
設外接圆半径為{\displaystyle R} ， 内切圆半径為{\displaystyle r} ，則：
{\displaystyle R={\frac {abc}{\sqrt {\left(a+b+c\right)\left(b+c-a\right)\left(a+c-b\right)\left(a+b-c\right)}}}={\frac {abc}{4\triangle }}}
{\displaystyle r={\frac {\sqrt {\left(a+b+c\right)\left(b+c-a\right)\left(a+c-b\right)\left(a+b-c\right)}}{2\left(a+b+c\right)}}={\frac {\triangle }{s}}}
其中{\displaystyle \triangle }為三角形面積；{\displaystyle s}為三角形半周長，{\displaystyle s={\frac {a+b+c}{2}}}

## 面積

### 基本公式
三角形的面積 {\displaystyle A} 是底邊 {\displaystyle b} 與高 {\displaystyle h} 乘積的一半，即：
{\displaystyle A={\frac {1}{2}}bh}，
其中的高是指底邊與對角的垂直距離。

三角形的面積可表示為一長方形面積的一半。

從右圖可知，將兩個全等三角形相拼，可得一平行四邊形。而將該平行四邊形分割填補，正好能得到一個面積等於 {\displaystyle bh} 的長方形。因此原來的三角形面積為
{\displaystyle A={\frac {1}{2}}bh}。
證畢。

### 已知兩邊及其夾角

三角形的高h能以正弦的定義表示。

設 {\displaystyle a} {\displaystyle b} 為已知的兩邊， {\displaystyle \gamma } 為該兩邊的夾角，則三角形面積是：
{\displaystyle A={\frac {1}{2}}ab\sin {\gamma }}。
觀察右圖，根據正弦的定義：
{\displaystyle \sin \gamma ={\frac {h}{a}}}。
因此：
{\displaystyle h=a\sin \gamma }。
將此式代入基本公式，可得：
{\displaystyle A={\frac {1}{2}}b(a\sin \gamma )={\frac {1}{2}}ab\sin {\gamma }}。
證畢。

### 已知兩角及其夾邊

三角形的面積能從兩角及其夾邊求得。

{\displaystyle \beta } 、 {\displaystyle \gamma } 為已知的兩角， {\displaystyle a} 為該兩角的夾邊，則三角形面積是：
{\displaystyle A={\frac {a^{2}\sin \beta \sin \gamma }{2\sin(\beta +\gamma )}}}。
從正弦定理可知：
{\displaystyle {\begin{aligned}{\frac {b}{\sin \beta }}&={\frac {a}{\sin \alpha }}\\b&={\frac {a\sin \beta }{\sin \alpha }}\\\end{aligned}}}
代入 {\displaystyle A={\frac {1}{2}}ab\sin \gamma } ，得：
{\displaystyle A={\frac {a^{2}\sin \beta \sin \gamma }{2\sin \alpha }}}。
注意到{\displaystyle \alpha +\beta +\gamma =180^{\circ }}，因此：
{\displaystyle {\begin{aligned}A&={\frac {a^{2}\sin \beta \sin \gamma }{2\sin[180^{\circ }-(\beta +\gamma )]}}\\&={\frac {a^{2}\sin \beta \sin \gamma }{2\sin(\beta +\gamma )}}\\\end{aligned}}}
證畢。

### 已知三邊長
海倫公式，其表示形式為：
{\displaystyle A={\sqrt {s\left(s-a\right)\left(s-b\right)\left(s-c\right)}}}，
其中 {\displaystyle s} 等於三角形的半周長，即：
{\displaystyle s={\frac {a+b+c}{2}}}
秦九韶亦求過類似的公式，稱為三斜求積法：
{\displaystyle A={\sqrt {{\frac {1}{4}}{\left[c^{2}a^{2}-\left({\frac {c^{2}+a^{2}-b^{2}}{2}}\right)^{2}\right]}}}}
也有用幂和来表示的公式：
{\displaystyle {\begin{aligned}A&={\frac {1}{4}}{\sqrt {(a^{2}+b^{2}+c^{2})^{2}-2(a^{4}+b^{4}+c^{4})}}\\&={\frac {1}{4}}{\sqrt {2(a^{2}b^{2}+b^{2}c^{2}+a^{2}c^{2})-(a^{4}+b^{4}+c^{4})}}\\\end{aligned}}}
將海倫公式略為變形，知
{\displaystyle 16A^{2}=[(a+b)+c][(a+b)-c]\times [c+(a-b)][c-(a-b)]}
多次使用平方差公式，得
{\displaystyle {\begin{aligned}16A^{2}&=[(a+b)^{2}-c^{2}]\times [c^{2}-(a-b)^{2}]\\&=[2ab+(a^{2}+b^{2}-c^{2})]\times [2ab-(a^{2}+b^{2}-c^{2})]\\&=(2ab)^{2}-(a^{2}+b^{2}-c^{2})^{2}\\&=4a^{2}b^{2}-(a^{4}+b^{4}+c^{4}+2a^{2}b^{2}-2b^{2}c^{2}-2a^{2}c^{2})\\&=(2a^{2}b^{2}+2b^{2}c^{2}+2a^{2}c^{2})-(a^{4}+b^{4}+c^{4})\\&=2(a^{2}b^{2}+b^{2}c^{2}+a^{2}c^{2})-(a^{4}+b^{4}+c^{4})\\\end{aligned}}}
等號兩邊開根號，再同除以4，得
{\displaystyle {\begin{aligned}A&={\frac {1}{4}}{\sqrt {2(a^{2}b^{2}+b^{2}c^{2}+a^{2}c^{2})-(a^{4}+b^{4}+c^{4})}}\\&={\frac {1}{4}}{\sqrt {(a^{2}+b^{2}+c^{2})^{2}-2(a^{4}+b^{4}+c^{4})}}\\\end{aligned}}}
亦可用Cayley–Menger行列式表示的公式：
{\displaystyle 16\cdot A^{2}=-{\begin{vmatrix}0&a^{2}&b^{2}&1\\a^{2}&0&c^{2}&1\\b^{2}&c^{2}&0&1\\1&1&1&0\\\end{vmatrix}}}
基於海伦公式在三角形擁有非常小的角度時並不數值穩定，有一個變化的計法。設 {\displaystyle a\geq b\geq c} ，三角形面積為：
{\displaystyle A={\frac {1}{4}}{\sqrt {[a+(b+c)][c-(a-b)][c+(a-b)][a+(b-c)]}}}。
設 {\displaystyle a} 、 {\displaystyle b}、{\displaystyle c}為三角形三條邊， {\displaystyle \alpha } 、 {\displaystyle \beta } 、 {\displaystyle \gamma } 為相應邊的對角。從餘弦定理可知：
{\displaystyle \cos \gamma ={\frac {a^{2}+b^{2}-c^{2}}{2ab}}}
以畢氏三角恆等式可得：
{\displaystyle \sin \gamma ={\sqrt {1-\cos ^{2}\gamma }}={\frac {\sqrt {4a^{2}b^{2}-(a^{2}+b^{2}-c^{2})^{2}}}{2ab}}}。
將此式代入{\displaystyle A={\frac {1}{2}}ab\sin {\gamma }}，得：
{\displaystyle A={\frac {1}{4}}{\sqrt {4a^{2}b^{2}-(a^{2}+b^{2}-c^{2})^{2}}}}。
因式分解及簡化後可得：
{\displaystyle A={\frac {1}{4}}{\sqrt {\left(a+b+c\right)\left(a+b-c\right)\left(a+c-b\right)\left(b+c-a\right)}}}
代入{\displaystyle s={\frac {a+b+c}{2}}}，即可證畢。

### 已知坐标系中三顶点坐标
由 {\displaystyle (x_{1},y_{1})} 、 {\displaystyle (x_{2},y_{2})} 及 {\displaystyle (x_{3},y_{3})} 三个顶点构成的三角形，其面积可用行列式的絕對值表示：
{\displaystyle A={\frac {1}{2}}\left|{\begin{vmatrix}x_{1}&y_{1}&1\\x_{2}&y_{2}&1\\x_{3}&y_{3}&1\end{vmatrix}}\right|}
无论三角形的顶点位置如何，该三角形总可以用一个直角梯形（或矩形）和两个直角三角形面积的和差来表示，而在直角坐标系中，已知直角梯形（或矩形）和直角三角形的顶点的坐标，该三角形的面积容易求出，即用上述的行列式表示。
若三個頂點設在三維坐標系上，即由 {\displaystyle (x_{1},y_{1},z_{1})} 、 {\displaystyle (x_{2},y_{2},z_{2})} 及 {\displaystyle (x_{3},y_{3},z_{3})} 三个顶点构成三角形，其面積等於各自在主平面上投影面積的畢氏和，即：
{\displaystyle A={\frac {1}{2}}{\sqrt {{\begin{vmatrix}x_{1}&y_{1}&1\\x_{2}&y_{2}&1\\x_{3}&y_{3}&1\end{vmatrix}}^{2}+{\begin{vmatrix}y_{1}&z_{1}&1\\y_{2}&z_{2}&1\\y_{3}&z_{3}&1\end{vmatrix}}^{2}+{\begin{vmatrix}z_{1}&x_{1}&1\\z_{2}&x_{2}&1\\z_{3}&x_{3}&1\end{vmatrix}}^{2}}}}

### 已知周界及內切圓或外接圓半徑
設三角形三邊邊長分別為 {\displaystyle a} 、 {\displaystyle b} 及 {\displaystyle c} ，三角形半周長（ {\displaystyle {\frac {a+b+c}{2}}} ）為 {\displaystyle s} ，內切圓半徑為 {\displaystyle r}，則：

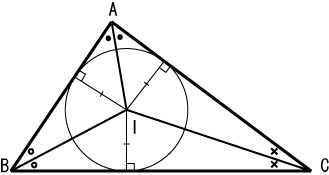
三角形被三條角平分線分成三分。

{\displaystyle A=sr}
若設外接圓半徑為 {\displaystyle R} ，則：
{\displaystyle A={\frac {abc}{4R}}}
內切圓半徑公式
根據右圖，設 {\displaystyle {\overline {AB}}=c} ， {\displaystyle {\overline {AC}}=b} ， {\displaystyle {\overline {BC}}=a} ，則三角形面積可表示為：
{\displaystyle {\begin{aligned}A&={\frac {1}{2}}ar+{\frac {1}{2}}br+{\frac {1}{2}}cr\\&={\frac {r(a+b+c)}{2}}\\&=rs\end{aligned}}}
外接圓半徑公式
根據正弦定理：
{\displaystyle {\begin{aligned}{\frac {c}{\sin \gamma }}&=2R\\\sin \gamma &={\frac {c}{2R}}\\\end{aligned}}}
因此：
{\displaystyle {\begin{aligned}A&={\frac {1}{2}}ab\sin \gamma \\&={\frac {1}{2}}ab\left({\frac {c}{2R}}\right)\\&={\frac {abc}{4R}}\end{aligned}}}

### 已知兩邊向量
設從一角出發，引出兩邊的向量為 {\displaystyle \mathbf {a} } 及 {\displaystyle \mathbf {b} } ，三角形的面積為：
{\displaystyle A={\frac {1}{2}}|\mathbf {a} \times \mathbf {b} |}
根據向量積定義，{\displaystyle |\mathbf {a} \times \mathbf {b} |=|\mathbf {a} ||\mathbf {b} |\sin \gamma }，
其中 {\displaystyle \gamma } 是兩支向量的夾角。
因此：
{\displaystyle {\frac {1}{2}}|\mathbf {a} \times \mathbf {b} |={\frac {1}{2}}|\mathbf {a} ||\mathbf {b} |\sin \gamma =A}
證畢。

## 半角定理
在三角形{\displaystyle ABC\,}中，三个角的半角的正切和三边有如下关系：
{\displaystyle {\begin{aligned}\tan {\frac {A}{2}}&={\sqrt {\dfrac {(a+c-b)(a+b-c)}{(a+b+c)(b+c-a)}}}\\\tan {\frac {B}{2}}&={\sqrt {\dfrac {(a+b-c)(b+c-a)}{(a+b+c)(a+c-b)}}}\\\tan {\frac {C}{2}}&={\sqrt {\dfrac {(b+c-a)(a+c-b)}{(a+b+c)(a+b-c)}}}\\\end{aligned}}}
以正弦及餘弦之比表示正切：
{\displaystyle \tan {\frac {A}{2}}={\frac {\sin {\frac {A}{2}}}{\cos {\frac {A}{2}}}}}
因为
{\displaystyle \sin {\frac {A}{2}}>0}
{\displaystyle \tan {\frac {A}{2}}>0}
所以
{\displaystyle \sin {\frac {A}{2}}={\sqrt {\frac {1-\cos {A}}{2}}}={\sqrt {{\frac {1}{2}}\left(1-{\frac {b^{2}+c^{2}-a^{2}}{2bc}}\right)}}}
{\displaystyle ={\sqrt {\frac {a^{2}-{\left(b-c\right)}^{2}}{4bc}}}}
{\displaystyle ={\sqrt {\frac {\left(a+b-c\right)\left(a+c-b\right)}{4bc}}}}
而
{\displaystyle \cos {\frac {A}{2}}={\sqrt {\frac {1+\cos {A}}{2}}}={\sqrt {{\frac {1}{2}}\left(1+{\frac {b^{2}+c^{2}-a^{2}}{2bc}}\right)}}}
{\displaystyle ={\sqrt {\frac {{\left(b+c\right)}^{2}-a^{2}}{4bc}}}}
{\displaystyle ={\sqrt {\frac {\left(b+c+a\right)\left(b+c-a\right)}{4bc}}}}
所以
{\displaystyle {\begin{aligned}\tan {\frac {A}{2}}&={\frac {\sin {\frac {A}{2}}}{\cos {\frac {A}{2}}}}\\&={\frac {\sqrt {\cfrac {(a+b-c)(a+c-b)}{4bc}}}{\sqrt {\cfrac {(b+c+a)(b+c-a)}{4bc}}}}\\&={\sqrt {\frac {(a+b-c)(a+c-b)}{(b+c+a)(b+c-a)}}}\end{aligned}}}
同理可得
{\displaystyle \tan {\frac {B}{2}}={\sqrt {\dfrac {(a+b-c)(b+c-a)}{(a+b+c)(a+c-b)}}}}
{\displaystyle \tan {\frac {C}{2}}={\sqrt {\dfrac {(b+c-a)(a+c-b)}{(a+b+c)(a+b-c)}}}}

## 其他有关三角形的定理
- 外角定理
- 拿破仑三角形
- 费马点
- 欧拉线
- 梅涅劳斯定理
- 樞紐定理
- 維維亞尼定理
- 莫雷角三分線定理

## 參看
- 三角學
- 三-椭圆形